# Hombre mate hombre
Hombre mate hombre és el tretzè àlbum publicat per la banda navarresa de rock Barricada.
Va ser publicat l'any 2004 per la discogràfica Dro East West i contenia 12 cançons fidels al so tradicional de la formació. Per a la portada de l'àlbum es va utilitzar la imatge de l'obra de Goya «Duelo a garrotazos».

## Llista de cançons
1. Sofokao - 3:03
2. Menos que nada - 3:32
3. Tres palabras - 4:00
4. Hombre mate Hombre - 3:22
5. Sean bienvenidos - 4:05
6. De mis párpados se cuelga (Loko) - 4:13
7. El sapo del cuento - 3:50
8. Llévame de aquí - 4:00
9. Y ya no estás - 3:50
10. Tu con puñales - 3:30
11. Las paredes del pozo - 3:42
12. Donde se rompe - 3:56